# Jean Dérian
Jean Dérian, né le 16 octobre 1932 à Plumelin (Morbihan), et mort le 5 avril 2023 à Saint-Brieuc est un homme politique français. Membre du Parti communiste français, il est maire de Ploufragan de 1977 à 1997 et sénateur des Côtes-d'Armor de 1997 à 1998.

## Biographie
Jean Dérian intègre à quatorze ans l’école d’apprentissage de la SNCF à Auray (Morbihan) et obtient son CAP d’ajusteur en 1950. Il devient conducteur de train en 1959, profession qu'il exerce jusqu'en 1982.
Engagé dans le syndicalisme auprès de la CGT, il est élu délégué du personnel roulant de 1963 à 1977. Avec André Tanvez, secrétaire départemental des cheminots CGT, il anime le comité de grève au dépôt de Saint-Brieuc. Il adhère au Parti communiste français (PCF) en 1963.
Il entre au conseil municipal de Ploufragan en 1967 lors d'une élection municipale partielle. Il est réélu en 1971 puis devient maire de la commune en 1977 à la tête d'une liste d'union de la gauche. Il fait notamment construire le Zoopôle et l’espace culturel Victor-Hugo. Par ailleurs, il est conseiller général du canton de Ploufragan et vice-président du conseil général des Côtes-du-Nord à partir de 1982.
Suppléant d'Édouard Quemper en 1981 et 1988, il est candidat aux législatives de 1993 et de 1997 dans la 1re circonscription.
Candidat commun de la gauche, il est élu sénateur des Côtes-d'Armor lors de l'élection sénatoriale partielle, le 7 septembre 1997, destinée à pourvoir le siège laissé vacant par Félix Leyzour (PCF) élu le 1er juin à l'Assemblée nationale et dont il était le suppléant. Il ne se représente pas aux élections sénatoriales de 1998 et il est remplacé par Gérard Le Cam.

## Détail des fonctions et des mandats
Mandat parlementaire
- 7 septembre 1997 - 30 septembre 1998 : sénateur des Côtes-d'Armor

Mandats locaux
- mars 1977 - novembre 1997 : maire de Ploufragan
- mars 1982 - mars 2008 : conseiller général du canton de Ploufragan